# Polouvozí
Polouvozí je stará česká míra pro měření objemu kapalin, někdy též zvaná kauf.
Jedno polouvozí = 744 litrů = 384 pint.

## Použitý zdroj
- Malý slovník jednotek měření, vydalo nakladatelství Mladá fronta v roce 1982, katalogové číslo 23-065-82